# Алжирские экспедиции
Алжи́рские экспеди́ции — военные предприятия европейских государств против Алжира, начиная с 1535 года, когда, после взятия Туниса Карлом V, Алжир сделался средоточием варварских владений и грозой европейцев на Средиземном море. С начала XVI века начинается ряд морских и десантных экспедиций против Алжира — гнезда пиратов.

## XVI век

### Предыстория
Около 935 года арабский князь Заир построил город Эль-Джезайр, нынешний Алжир. Пиратство издавна было ремеслом арабских городов, расположенных по северному побережью Африки, мимо которых шёл торговый путь европейских государств с Левантом. Главным пиратским гнездом сделался Алжир. Изгнание мавров из Испании (1492 год), поселившихся в значительном количестве и в Алжире, придало пиратству ещё и характер мести христианам. Особенно страдали торговые суда испанцев, а потому первые экспедиции против Алжира были предприняты в 1506 и 1509 годах испанцами, которые завладели целым рядом алжирских городов.
Алжир прибёг к помощи известного предводителя турецких пиратов Горука (Арруджа) Барбароссы, который провозгласил себя алжирским султаном (захват Алжира (1516)). Но и он был разбит испанцами и казнён (1518). Тогда алжирские пираты провозгласили султаном его брата Хайр-ад-Дин Барбароссу, который, чувствуя себя слабым для борьбы с испанцами, отдал Алжир под верховное главенство Турции, и с помощью значительных турецких подкреплений изгнал испанцев (захват Алжира (1529)). С этого времени начинается могущество Алжира, который возвёл морской разбой в систему.

### При Карле V
В 1541 году Карл V снарядил 370 судов генуэзского и испанского флотов, на которые было посажено до 23 тыс. чел. десантного войска, под предводительством адмирала Андреа Дориа. 27 октября эти войска высадились в 4 км от Алжира и обложили город, но в следующую ночь сильная буря разбила часть флота. Алжирцы сделали вылазку, которая хотя и была отбита, но Карлу V из-за потери 130 судов и 8 тыс. чел. пришлось снять осаду и на остатках флота отплыть в Беджаю, а в ноябре вернуться в Европу.
Столь же малоуспешны были последующие экспедиции испанцев, французов и англичан. Мигель де Сервантес в 1577 году направил министру Матео Васкесу стихотворное послание, в котором предлагал уничтожить Алжир координированным ударом (испанского флота извне и восставших пленников изнутри), но никакой реакции не последовало.

## XVII век: при Людовике XIV
Алжирцы не только совершенно терроризировали морскую торговлю, но часто посылали экспедиции для разорения берегов Испании, Франции и Италии и захватывали жителей в плен; европейским государствам приходилось вступать в соглашение с алжирским султаном и откупаться деньгами от нападений.
В правление Людовика XIV было предпринято 9 экспедиций:
- под предводительством герцога Бофора — в 1663, 1664 и 1665 годах;

В 1682 году французы снарядили экспедицию против Алжира под командованием адмирала Дюкена. Здесь впервые были применены на судах мортиры. Это было сделано по предложению некоего Рено Деликагарэ, по указаниям которого, специально для бомбардировки Алжира, было построено 5 бомбических галиотов. Это были небольшие деревянные суда (25 метров длиной и 8 метров шириной); под палубой, на которой помещались 2 мортиры, были устроены фашинные земляные фундаменты. Дюкен очень оригинально установил эти галиоты для бомбардировки. В соответствующем месте напротив крепости было положено 5 якорей, от которых веером расходились столько же перлиней длиною в несколько сот сажен, закрепленных на кораблях, расположенных на якорях. Передвигаясь по этим перлиням, галиоты могли легко менять расстояние до берега, в зависимости от удобства стрельбы по выбранным целям и действительности огня противника. Первая бомбардировка продолжалась с 20 августа по 12 сентября 1682 года, конечно, с перерывами из-за дурной погоды, повреждений и т. п. Несмотря на значительные разрушения в городе, Алжир не выполнял требований французов о выдаче невольников, и вследствие недостатка снарядов и позднего времени года Дюкену пришлось вернуться в Тулон.
В следующем, 1683 году, в июне, Дюкен опять появился перед Алжиром с эскадрой и 7 галиотами. Способ бомбардировки был использован тот же, что и в предыдущем году. Начали её в ночь с 26 на 27 июня, что повело за собою на утро выдачу 600 французских невольников. Затянувшиеся переговоры имели последствием дальнейшее сопротивление: 23 июля вновь началась бомбардировка, и продолжалась с перерывами до октября. Три четверти города были разрушены, но Алжир не подчинялся. Недостаток боевых припасов и позднее время года заставили Дюкена уйти в Тулон, оставив часть эскадры для блокады Алжира. Однако Алжирцы не стали дожидаться возвращения французского адмирала, а заключили в 1684 году мир на выставленных им ранее условиях, а именно: освобождения из неволи все христиан и вознаграждение всех французских подданных, живших в Алжире, за отнятое у них имущество.
Три года спустя алжирцы нарушили мир, но потерпели в 1687 году поражение на море от Турвиля.
В 1688 году французская эскадра, с 10 галиотами, под командованием графа Д’Эстре снова бомбардировала Алжир, при чём было выпущено (с 30 июня по 14 июля) 10 000 бомб, но стрельба была плохая, и Алжир не покорился, тем не менее мир был восстановлен.
В течение XVII столетия англичане также вели борьбу с Алжиром, но она заключалась в целом ряде мелких действий, в виде преследования и уничтожения отдельных пиратов, а против самого Алжира они ничего не предпринимали. Параллельно с операциями против Алжира, как французы, так и англичане вели операции против других пиратских гнезд — Триполи и Туниса. Однако постоянные войны между англичанами и французами мешали им направить серьёзные усилия против пиратов. Англичане, например, предпочитали откупаться от пиратов деньгами и не брезговали продавать Алжиру боевые припасы, которые шли на уничтожение морской торговли их конкурентов.
В период времени с конца XVII до середины XVIII века алжирцы окончательно сбросили с себя номинальную власть турок и образовали сильную независимую военную республику, во главе коей стоял избираемый янычарами дей.

## XVIII век
В первой половине XVIII века против Алжира предпринимались небольшие экспедиции англичан, голландцев и датчан.
В 1775 году высадилась около Алжира 22-тысячная испанская армия под предводительством маршала О’Рельи (Alejandro O’Reilly), но нападение на город было отбито и испанцы без успеха возвратились в Европу.
В 1783 году состоялось бомбардирование Алжира испанским флотом, также оказавшееся безуспешным.
Не достигли результатов и совместные действия испанского, португальского, неаполитанского и мальтийского флотов в 1784 году.
С этих пор дерзость алжирцев увеличилась до крайней степени. Морские разбои случались не только на водах, но и по побережью Средиземного моря. После нескольких неудачных попыток смирить их, некоторые европейские государства должны были платить золотом за безопасность своего флага, и первой к этому прибегла Испания в 1785 году. Королевство Обеих Сицилий, Португалия, Тоскана, Швеция, Дания, Ганновер и Бремен также стали платить алжирцам ежегодную дань за право безопасного плавания в Средиземном море.

## XIX век
В эпоху революции и первой империи в водах Средиземного моря были сосредоточены сильные флоты нескольких европейских держав, присутствие которых смиряло деятельность пиратов, но когда, по восстановлении европейского мира, флоты были отозваны, разбои возобновились с прежней силой. Снова начались экспедиции для их подавления. Северо-Американские Штаты, которые также до сих пор платили дань алжирскому дею, как только окончилась их война с Англией, решили подавить пиратство силой и объявили в 1815 году Алжиру войну. В мае в Средиземное море был послан отряд (3 фрегата и 10 мелких судов) под командованием коммодора Стивена Декейтера. Алжирский военный флот состоял из 5 фрегатов и 7 мелких судов. После захвата нескольких алжирских судов, Декейтер появился перед Алжиром и потребовал возвращения американских невольников и признания общих законов международного права, под угрозой немедленного истребления алжирских судов. Дей согласился, но когда через несколько месяцев ему был прислан для подписи ратифицированный американским сенатом трактат, он отказался это сделать и признал его только при появлении вновь американского отряда, приготовившегося атаковать Алжир.
В 1816 году примеру Соединенных Штатов последовала Англия, к которой присоединилась и Голландия. Соединенная эскадра, под командованием английского адмирала лорда адмирала Эксмута и голландского вице-адмирала Капеллена, состояла из английских: 6 линейных кораблей, 4 фрегатов, 5 мелких и 4 бомбардировочных судов и голландских: 5 фрегатов и 1 брига. На укреплениях Алжира имелось около 1000 орудий различных калибров, между которыми были и мортиры, а в гавани стояли 4 фрегата, 5 корветов и несколько мелких судов. Гарнизон Алжира составляли около 40 000 человек. 27 августа эскадра стала на якорь, и в 3-м часу дня началась бомбардировка, продолжавшаяся до 10 часов вечера. Вследствие превосходства английских и голландских артиллеристов, верх взяла эскадра. Город был совершенно разрушен, тогда как эскадра потеряла всего 143 убитыми и 742 ранеными, при чём серьёзно пострадали корпуса только двух кораблей. 29 августа алжирский дей выдал 1083 христианских невольников, возвратил дань, выплаченную ему Неаполем и Сардинией (382 500 долларов), и обязался признавать международное право.
Склонившись перед грозными силами европейских морских держав, алжирцы тем не менее снова нарушили мир. В ответ в 1819 году перед Алжиром вновь появилась объединённая англо-французская эскадра под командованием адмиралов Фримантла и Жюрие (Jurieu). Адмиралы объявили дею, что на Аахенском конгрессе европейские державы решили положить конец разбою берберийских пиратов, однако поскольку требования не были поддержаны силой, переговоры остались безрезультатными.
В 1824 году Англия негодуя на дея, снова послала к берегам Алжира эскадру из 22 судов, но все окончилось одними переговорами. Разбои продолжались до тех пор, пока в 1830 году участь Алжира не была решена французами.

### Французская экспедиция 1830 года, закончившаяся завоеванием Алжира
Поводом к экспедиции 1830 года послужило оскорбление, нанесённое тогдашним владетелем Алжира, Гуссейн-Пашой, французскому консулу Девалю (Pierre Deval) на переговорах по делам находившейся ещё с XV века в Алжире французской торговой компании.
Для действий против Алжира был назначен десантный отряд из 36 батальонов, 3 эскадронов и 112 орудий, 37 тыс. чел. и 4,5 тыс. лошадей, посаженный на 100 военных и несколько сот транспортных судов. Войсками командовали: военный министр граф Бурмон, флотом — вице-адмирал Дюперре́ (Guy-Victor Duperré). Экспедиция отправилась из Тулона в конце мая, но из-за сильного встречного ветра только 13 июня смогла высадиться на полуостров Сиди-Феррух (en:Sidi Fredj) близ Алжира и начать укрепляться.
В ночь на 19 июня 1830 года 40 тыс. алжирцев атаковали французскую позицию, но были отбиты и преследуемы до Сиди-Калери в 10 км от Алжира. 24 числа они повторили нападение, но столь же неудачно: преследуя алжирцев, французы подошли к Алжиру и расположились под стенами города в ожидании выгрузки осадного парка. 4 июля французские батареи открыли огонь по городу, и войска пошли на приступ. После непродолжительного сопротивления был взят замок бея и на следующий день сдался город, — с 2 тыс. орудий, военными припасами и казной в 48 млн франков. Потери алжирцев доходили до 10 тыс. чел.; несколько тысяч турок ушло в горы, остальные были отправлены в Малую Азию. Гуссейн-Паша, по собственному выбору, уехал в Неаполь.
Этот блестящий успех был до того неожиданным для французского правительства, что оно долго не знало, что делать с этим приобретением. Палаты долго спорили, должна ли Франция оставить себе Алжир или его покинуть, и должна ли она ограничиться занятием береговых пунктов или распространить владычество Франции на весь Алжир. Политика Луи-Филиппа была уклончивой из-за боязни раздражить Англию; первые 10 лет действия французов в стране Алжир имели самый нерешительный характер и только разорили страну и её обитателей; за 10 лет там сменилось 10 французских генерал-губернаторов.

### Подавления восстаний арабов, руководимых эмиром аль-Кадиром
Из-за быстрого падения Алжира значительные вассалы павшего Гуссейн-Паши — титтерийский, оранский и константинский беи — поспешили изъявить полную покорность французскому правительству, но Бурмон не воспользовался этим, а предпринял с горстью войск экспедицию против кабилов, обитавших в окрестностях Блиды (60 км от столицы) в наказание их разбоев в окрестностях Алжира. Неудача той экспедиции и победа кабилов стали причиной возмущения алжирского народа.
Покорившиеся беи восстали в тот момент, когда Клозель, сменивший Бурмона, из-за политических обстоятельств был вынужден отправить во Францию две трети своих войск. Походы Клозеля в Блиду и Медеа для смирения титтерийского бея не имели успеха, поэтому он вступил в переговоры с тунисским беем, родственником, соглашавшимся уступить оранскую и константинскую области с условием ежегодно платить правительству Франции по 1 млн франков. Но такой договор не был утверждён в Париже; а сменившие Клозеля генералы Бертезен и Бойе действовали с малым успехом. Назначенный в конце 1831 года генерал-губернатором Алжира генерал Савари с 16 тыс. войском едва мог отражать беспрерывные набеги туземцев на окрестности столицы.
Во главе восставших арабов встал эмир Абд аль-Кадир, сумевший возбудить в туземцах религиозный фанатизм и поведший восстание таким образом, что французы, постоянно увеличивая свои силы, должны были бороться с эмиром 15 лет. В 1834 году влияние Абд аль-Кадира распространилось на весь Алжир; владычество французов ограничивалось только несколькими береговыми пунктами, их попытки проникнуть внутрь страны оканчивались больше поражением.
В 1835 году Клозель, вторично назначенный генерал-губернатором, вместо престарелого Друэ д’Эрлона, занял столицу Абд аль-Кадира — город Маскару, но из-за удалённости от моря и невозможности подвозить продовольствие был вынужден оставить этот пункт, хотя его захват стоил французам много крови. В следующем году им удалось занять Тлемсен и разместить там гарнизон под начальством капитана Кавеньяка.
После взятия Тлемсена, Клозель поручил генералу д’Арланжу с 3 тыс. чел. устроить для обеспечения сообщения с тем пунктом укреплённый лагерь на реке Тафне. Но едва д’Арланж прибыл на место, как был осаждён превосходящими силами эмира. Ему на выручку был отправлен из Тулона генерал Бюжо, который нанёс Абд аль-Кадиру первое значительное поражение на реке Сикке. Воспользовавшись победой, Клозель приступил к прочному закреплению в крае, занятию важнейших пунктов достаточными гарнизонами и учреждению между ними постоянного сообщения посредством подвижных колонн. Его план был утверждён правительством Тьера, но из-за своего скорого падения Клозель не получил из Франции подкреплений, необходимых для осуществления его плана. Тем не менее он решился начать покорением Константины.
Девятитысячный отряд, сосредоточенный для того в Боне (150 км к северу от Константины на берегу у моря) претерпел за время шестидневного марша к месту действий такие трудности и лишения от ненастной погоды и недостатка съестных припасов, что достиг Константины в самом жалком состоянии. Клозель приступил к осаде, но вынужден был её снять, отступив в Бону в беспорядке и с большими потерями. Только геройские усилия арьергарда под начальством полковника Шангарнье спасли остатки французов от окончательной гибели. Арабы настойчиво преследовали их по пятам до самой Боны.
В начале 1837 года Клозель был сменён генералом Дамремоном, а действия на западе (в Оранской области) против Абд аль-Кадира были поручены Бюжо. Его блестящие действия принудили эмира заключить с французским правительством договор на реке Тафне, по которому он признал господство французов над приморской полосой страны, а сам получил в управление Оранскую и Алжирскую области. На такую уступку французское правительство пошло из желания сосредоточить свои силы на востоке против Константины.
1 октября 1837 года 13 тыс. отряд с осадным парком из 17 орудий, под личным предводительством Дамремона двинулся к Константине, и 22 октября французы овладели городом под начальством генерала Вале; Дамремон был убит. Наученные опытом, французы оставили в Константине туземное управление и 2 500 чел. гарнизона. Вале был произведён в маршалы и назван генерал-губернатором всего Алжира.
В конце 1839 года вспыхнуло самое сильное восстание по всему Алжиру. В Константинский край явился изгнанный оттуда в 1837 году его защитник Ахмед-Бей (fr:Ahmed Bey; десятки тысяч кабилов с гор наводнили Метиджу и окрестности Алжира, истребляя французские поселения; на западе в долинах Орана и Мостаганема насчитывалось до 20 тыс. фанатически настроенных арабов под предводительством эмира. Все французские форты были обложены, сообщение между ними прервано, подвижные колонны терпели поражение. Прибытие из Франции 6 тыс. чел. подкрепления под предводительством герцога Орлеанского весной 1840 года несколько поправило дела: некоторые гарнизоны были выручены, некоторые племена наказаны, но лишь в Константиновском краю водворилось сомнительное спокойствие.
В 1841 году главнокомандующим алжирской армией был назначен генерал Бюжо; под его командой сосредоточилось 87 тыс. чел., более чем когда-либо. План действий Бюжо в общих чертах соответствовал плану генерала Клозеля, но для исполнения имел гораздо больше средств. В мае 1841 года Бюжо обосновался в Медеа́ и Милиана́ и предпринял экспедицию в Текедемит, занял Москару, тогда как Барагэ-д’Илье направился на Борау и Тэзу, а Негрие — на Мсилу и Бискру. Победоносное движение этих колонн водворило некое спокойствие в крае. В конце года генерал Ламорисьер смирил почти всю Оранскую область, а в начале 1842 года Бюжо занял Тлемсен.
Эти действия вынудили аль-Кадира перейти в оборонительное положение и удалиться в горы между Тазой и Текедемитом, но Бюжо вытеснил его и оттуда, и эмиру пришлось спасаться в Сахаре. В декабре он появился в долине реки Шелифф, снова возмутил только что успокоившийся край, и только после неимоверных усилий Ламорисьеру удалось вторично оттеснить его в пустыню, куда вместе в эмиром ушла вся его «смала» (лагерь), состоявшая из 1300 шатров и 27 тыс. войска. Бюжо преследовал аль-Кадира и в Сахаре: 10 мая 1843 года отряд из 1300 пехотинцев, 600 кавалеристов, с 2 горными орудиями и 20 дневным запасом продовольствия, под предводительством герцога Омальского двинулся из Богара в пустыню. Ламорисьер содействовал этому отряду выдвижением из Маскары.
Омальский настиг смалу 16 мая, в 230 км от Богара, при урочище Уссен-он-Рокай, и овладел станом аль-Кадира и всеми его богатствами. Смалу защищали до 5 тыс. арабов, из них 3 тыс. были взяты в плен, 300 чел. погибли. Остатки смалы, соединившись с бежавшим эмиром, ещё два раза были настигнуты Ламорисьером, но аль-Кадир успевал спастись. Успешные действия 1843 года закончились победой генерала Тампура над сподвижником эмира — Сиди-Эмбареком на краю пустыни Ангад. За эти действия Бюжо получил маршальский жезл.
Весной 1844 года герцог Омальский занял Бискру и Тигурт, а Бюжо взятием Делли сделал первую попытку к утверждению в Большой Кабилии, чьи воинственные обитатели, не признававшие владычества ни одного из властителей Алжира от римлян до французов, сохраняли тень независимости.
Аль-Кадир удалился на границу Марокко, где нашёл поддержку властителя той страны Мулай Абд ар-Рахмана, выказывавшего постоянную неприязнь к французам тайным подстреканием туземных племён и даже субсидиями. 30 мая Ламорисьер, преследовавший аль-Кадира, был атакован марокканскими войсками. Через несколько дней туда прибыл Бюжо и вёл переговоры, но безуспешно. В начале августа десятитысячный отряд французов двинулся к пределам Марокко и 14 августа столкнулся с тридцатитысячной армией сына Мулай Абд ар-Рахмана — Мулей-Магомета, который был разбит, а его отец принуждён заключить 10 сентября договор с французским правительством, по которому обязался распустить свои войска на границе французских владений и изгнать аль-Кадира. Успеху переговоров содействал обстрел Тангера французской эскадрой под начальством герцога Жуанвильского. В результате аль-Кадир опять бежал в Сахару. В 1844 году весь Алжир вступил в новую эпоху развития — колониального.
В апреле 1845 года в окрестностях Тенеса появился новый подстрекатель к восстанию — Бу-Маза, но французы приняли энергичные меры против развития бунта. Полковник Пелиссье задушил дымом костров, разведённых у входа в пещеру, целое племя засевших внутри — племя Улед-Риа.
В течение 1846—1847 годов кое-где происходили только небольшие отдельные восстания. В начале 1847 года сдался Бу-Маза, а в конце того года (22 дек.) и аль-Кадир, окружённый войсками Ламорисьера. И только гордые племена Большой Кабилии не хотели признать французского владычества.
В 1848 году полковник Мессиа́ (Maissiat) усмирил восстание марабута Сиди-Шагр-Бен-Тайеба. В конце 1849 года генерал Гербийон и полковник Канробе́р, овладев со значительным уроном укреплённым городом Заачей (в Сахаре), усмирили восстание, вспыхнувшее в Константинской области. В 1850 году генерал Сент-Арно руководил в Большой Кабилии экспедицией, но без особого успеха. В 1851 и 1852 годах генералы Сен-Арно и Пелиссье безуспешно преследовали в Кабилии нового смутьяна — Бу-Барлу. В 1854-58 годах маршал Рандон провёл ряд более-менее удачных экспедиций и утвердился в Кабилии, покорив сильнейшее кабильское племя Бени-Ратен и основав среди кабильских гор форт «Наполеон».
На территории Алжира располагалась тогда 70 тыс. французская армия.
Итог
Война, длившаяся 38 лет, стоила французам неимоверных усилий и огромных издержек, тогда как в самом начале её была возможность покорения мирным путём. Она разорила страну, некогда бывшую житницей Древнего Рима.